# ولسوالی قلعه کاه
ولسوالی قلعهٔ کاه واقع در غرب ولایت فراه است و بزرگترین ولسوالی در ولایت فراه به‌شمار می‌آید. از شمال به ولسوالی اَناردره و از جنوب به ولسوالی شیب‌کوه و از شرق به شهر فراه، از غرب با کشور ایران هم‌مرز است.
بیشتر مردم به کشاورزی و دامداری مشغول هستند. بهترین  زمین‌های حاصلخیز کشاورزی زمین‌های «گلۀ جو» است که از آب «هاروت رود» استفاده می‌کند و روستاها هم از این آب استفاده می‌کنند. هر ساله، ۶۰ کشاورز به نام «۶۰ مرد» برای تقسیم‌بندی آب از رود به‌کار گرفته می‌شود که بیشترین آب (۶ مرد) برای  گِست و ۵ مرد برای دزدباد و بقیه هم برای قریه‌های دیگر تقسیم می‌شود.
بیشترین دامداری را مردمان طائفۀ «بامدی» و تیموری دارند که در غرب ولسوالی هم‌مرز با کشور ایران ساکن هستند. این ولسوالی «۸۲قریه» دارد. جمعیت آن نزدیک به ۳۰٬۶۵۳ نفر اعلام شده است.
نام پیشینش شهرسبز بوده است. قبر پادشاه شهرسبز بالای یک تپۀ بلند در قریۀ گِست است که مردم آن را به نام «زیارت سلطان پادشاه» یاد می‌کنند.
سبب نامگذاری: در سال ۱۲۴۰ هجری قمری، بهبود خان بارَکزَی از منطقۀ «کاه» اُوْکَل ولسوالی شیندند می‌آید به قریهٔ گِست. در قریهٔ گِست زندگی می‌کند و یک قلعهٔ تاریخی با برج‌های بلند می‌سازد. مردم بهبود خان و فرزندانش را به‌ نام کاهی می‌شناختند و ولسوالی را  بنام ولسوالی قلعهٔ کاه نامگذاری می‌کنند. در زمان امیر دوست‌محمد خان بارکزی، بهبود خان قهرمان بزرگ و مرد شجاعی بود که با نیروهای انگلیس در آن زمان مبارزه می‌کرد و در میوند قندهار در جنگ افغان-انگلیس کشته شد. پس از آن، لعل‌محمد خان، فرزند بهبود خان، راه مبارزه با انگلیسی‌ها را ادامه داد و عظیم خان و لعل‌محمد خان، فرزندان بهبود خان، زمین‌های شمال گِست تا دشت دراز و غرب گست تا چهل‌پیر را در سال ۱۲۷۷ هجری قمری خریداری می‌کنند که سند به‌عنوان یک میراث فرهنگی موجود است. قریهٔ گِست در آن زمان «۹» نخ کاریزآب (قنات) داشته است.